# Specifieke lichtstroom
Onder specifieke lichtstroom of lichtrendement (Engels: luminous efficacy, Duits: Lichtausbeute) wordt verstaan de verhouding tussen de lichtstroom en het opgenomen vermogen. Het is een eigenschap van de lichtbron. Hoewel rendementen gewoonlijk dimensieloos zijn en derhalve geen eenheid hebben, wordt de specifieke lichtstroom uitgedrukt in lumen/watt.
Als Φ de lichtstroom en P het vermogen zijn, dan is de specifieke lichtstroom η = Φ/P
Voorbeeld: Op de verpakking van een bepaald type spaarlamp van een bekend merk staat dat hij 500 lumen levert bij een opgenomen vermogen van 8 watt. De specifieke lichtstroom is dan 500 lm/8 W = 62,5 lm/W.

## Details
De specifieke lichtstroom geeft een verband tussen de fysische grootheid (elektrisch) vermogen en de fysiologische grootheid lichtstroom, die mede afhangt van de empirisch bepaalde spectrale gevoeligheid van het menselijk oog.
Volgens de definitie van de lichtstroom kan een lichtbron van 1 watt elektrisch vermogen bij een golflengte van 555 nm (groen) voor het aan het licht geadapteerd oog (fotopisch zicht) nooit lichter zijn dan 683 lumen. Voor een aan het donker geadapteerd oog liggen deze waarden bij 510 nm (blauw-groen) en 1725 lumen. Bij de golflengtes 555 nm en 510 nm zijn liggen de gevoeligheidsmaxima voor resp. fotopisch en scoptopisch zicht.
Voor ander golflengtes of golflengtegebieden moet gecorrigeerd worden volgens de empirische ooggevoeligheidscurve V(λ).
Het oog ziet een lichtbron die van 380...740 nm homogeen straalt, als wit licht. maar met en ten opzicht gen groen verlaagd rendement van ca. 30%. In plaats van 683 lm is de helderheidsindruk nu nog slechts ca. 200 lm. In het gebied van 410...705 nm is het rendement 36% en de helderheidsindruk ca. 240 lm:
{\displaystyle {\frac {\int _{380\ \mathrm {nm} }^{740\ \mathrm {nm} }v(\lambda )\mathrm {d} \lambda }{740\ \mathrm {nm} -380\ \mathrm {nm} }}=0{,}3}

{\displaystyle 0{,}3\cdot 683\ \mathrm {lm} =205\ \mathrm {lm} }
waarin:
- v(λ) = spectrale gevoeligheid van het oog
- λ = golflengte van het licht

## Wegwijzer lichtgrootheden en -eenheden
| naam en symbool                                                                                        | definitie | eenheid                                           | omrekening |
| --- | --- | ------------------------------------------------- | --- |
| Lichtsterkte {\displaystyle I_{\mathrm {v} }}                                                          | {\displaystyle I={\frac {\partial \Phi }{\partial \Omega }}} | candela {\displaystyle \mathrm {cd} }             | {\displaystyle \mathrm {1\ cd=1\ {\frac {lm}{sr}}} }                                                                 |
| Lichtstroom {\displaystyle \Phi _{\mathrm {v} }}                                                       | {\displaystyle \Phi _{\mathrm {v} }=K_{\mathrm {m} }\int _{380\ \mathrm {nm} }^{780\ \mathrm {nm} }{\frac {\partial \Phi _{\mathrm {e} }(\lambda )}{\partial \lambda }}\cdot V(\lambda )\ \mathrm {d} \lambda } | lumen {\displaystyle \mathrm {lm} }               | {\displaystyle \mathrm {1\ lm=1\ sr\cdot cd} }                                                                       |
| Specifieke lichtstroom of lichtrendement {\displaystyle \eta } of {\displaystyle \Phi _{\mathrm {s} }} | {\displaystyle \eta ={\frac {\Phi }{P}}} | {\displaystyle \mathrm {lm/W} }                   | |
| Verlichtingssterkte: {\displaystyle E}                                                                 | {\displaystyle E={\frac {\partial \Phi }{\partial A}}} | lux {\displaystyle \mathrm {lx} }                 | {\displaystyle \mathrm {1\ lx=1\ {\frac {lm}{m^{2}}}=1\ {\frac {sr\cdot cd}{m^{2}}}} }                               |
| Luminantie {\displaystyle L}                                                                           | {\displaystyle L={\frac {\partial ^{2}\Phi }{\partial \Omega \cdot \partial A_{1}\cdot \cos \varepsilon _{1}}}}                                                                                                 | {\displaystyle \mathrm {\frac {cd}{m^{2}}} }      | {\displaystyle \mathrm {1\ {\frac {cd}{m^{2}}}} =\mathrm {1\ {\frac {lm}{sr\cdot m^{2}}}} }                          |
| Lichtenergie {\displaystyle Q_{\mathrm {v} }}                                                          | {\displaystyle Q_{\mathrm {v} }=\int _{0}^{T}\Phi _{\mathrm {v} }(t)\mathrm {d} t} | lumenseconde {\displaystyle \mathrm {lm\cdot s} } | |
| Ruimtehoek {\displaystyle \Omega }                                                                     | {\displaystyle \Omega ={\frac {A}{r^{2}}}} | steradiaal {\displaystyle \mathrm {sr} }          | {\displaystyle \mathrm {1\ sr=1\ {\frac {m^{2}}{m^{2}}}={\frac {\left[oppervlak\right]}{\left[straal\right]^{2}}}} } |